# Missions de la Chine impériale au royaume de Ryūkyū
Les missions de la Chine impériale au royaume de Ryūkyū sont des missions diplomatiques envoyées de façon intermittente par les empereurs Yuan, Ming et Qing à Shuri dans les îles Ryūkyū. Ces contacts diplomatiques se font dans le cadre du système sinocentrique des relations bilatérales et multinationales en Asie de l'Est.
Certaines missions sont envoyées pour participer à des cérémonies d'intronisation des rois de Ryūkyū, en les reconnaissant officiellement comme rois au nom de la Cour impériale chinoise, et en tant que subordonné tributaire.

## Les émissaires à Shuri
Shuri, ancienne capitale royale du royaume de Ryūkyū fait à présent partie de la ville de Naha.
Lors de l'accession d'un nouveau roi, la nouvelle en est généralement communiquée à la capitale chinoise avec une requête pour l'investiture par une mission officielle de tribut des habitants de Ryūkyū. À la suite de l'invasion de Ryukyu en 1609, le domaine de Satsuma doit également être prévenu et accorder son approbation et la confirmation du nouveau roi à partir de la succession de Shō Hō.
Des envoyés chinois sont alors envoyés - parfois très rapidement, parfois pas avant plus d'une décennie plus tard - et arrivent dans des navires appelés ukwanshin (御冠船, littéralement « bateau de couronnement ») à Okinawa. La mission se compose généralement de deux navires officiels, l'un portant l'envoyé en chef et son adjoint comme une certaine incertitude accompagne le voyage. L'ensemble est accompagné d'un certain nombre de navires de commerce. Au cours de l'époque d'Edo du Japon, un agent de Satsuma appelé kansen bugyō (冠船奉行, « magistrat de navire d'investiture de couronnement ») est envoyé à Ryūkyū pour superviser les échanges et les interactions entre les fonctionnaires chinois et ceux des Ryūkyū, quoique d'une certaine distance, étant donné la politique de dissimulation aux yeux des Chinois de l'implication de Satsuma dans le royaume des Ryūkyū.
Les émissaires demeurent généralement de 4 à 6 mois à Ryūkyū et sont très richement divertis par la cour royale. Un certain nombre de structures construites à cet effet, dont l'étang Ryutan et le Hokuden (hall Nord) du château de Shuri, sont encore visibles aujourd'hui dans le parc du château. Au total, le nombre d'invités de la délégation chinoise se monte entre 300 et 800 personnes et l'hébergement et le divertissement des envoyés chinois est une entreprise extrêmement coûteuse pour la cour des hôtes du royaume de Ryūkyū.
Un magistrat de la danse (踊奉行, odori bugyō, O : udui bugyō) supervise ces divertissements; le kumi odori, forme traditionnelle de danse-théâtre des Ryūkyū, est créé et exécuté pour la première fois en 1719 pour recevoir un émissaire d'investiture et ses compagnons.

## Chronologie des missions
Le roi Satto devient en 1372, le premier roi de Ryūkyū à se soumettre à la suzeraineté de la Chine. À partir de l'investiture du successeur de Satto, ère Bun'ei, en 1404, vingt-deux de ces missions se rendent à Ryūkyū au total, la dernière en 1866, pour l'investiture de Shō Tai.
| Année | Empereur of China | Émissaire chinois       | Roi de Ryūkyū | Commentaire |
| ----- | ----------------- | ----------------------- | ------------- | --- |
| 1373  | Ming Jianwen      | Yang Zai                | Satto         | Le but de la mission est d'intégrer les îles dans le système sinitique. |
| 1404  | Ming Yongle       | Shi Zhong               | Bunei         | La mission d'investiture (cefeng) confirme Bunei comme roi de Ryūkyū. |
| 1415  | Yongle            | Chen Xiuro              | Shō Shishō    | |
| 1427  | Ming Xuanzong     | Chai Shan; Ruan Jian    | Shō Hashi     | |
| 1443  | Ming Yingzong     | Yu Bian; Liu Xun        | Shō Shitatsu  | |
| 1448  | Ming Yingzong     | Chen Chuan; Wan Xiang   | Shō Shitatsu  | |
| 1452  | Ming Daizong      | Qiao Yi; Tong Shouhong  | Shō Kinpuku   | |
| 1456  | Ming Daizong      | Yan Cheng; Liu Jian     | Shō Taikyū    | |
| 1464  | Ming Chenghua     | Pang Rong; Cai Zhe      | Shō Toku      | |
| 1472  | Ming Hongzhi      | Guang Rong; Han Wen     | Shō En        | Installation du nouveau roi |
| 1479  | Ming Hongzhi      | Dong Min et Zhang Xiang | Shō Shin      | |
| 1534  | Ming Jiajing      | Chen Kan; Gao Cheng     | Shō Sei       | La mission comprend un cortège de plus de 200 personnes qui voyagent avec deux navires spécialement construits pour cette mission diplomatique. L'ambassadeur consigne les détails du voyage et l'accueil des Chinois rencontrés à Shuri, la capitale du royaume. Ce livre, Shi Liu-ch'iu lu ((zh)), existe toujours dans la transcription des versions chinoises, japonaises et coréennes. |
| 1561  | Ming Jiajing      | Guo Rulin; Li Jichun    | Shō Gen       | |
| 1576  | Ming Wanli        |                         | Shō Ei        | Hseieh Chieh fait partie de la mission de 1576 aux îles Ryūkyū. Il publie un compte rendu de ses expériences. |
| 1579  | Ming Wanli        | Xiao Chongye; Xie Jie   | Shō Ei        | |
| 1606  | Ming Wanli        | Xia Ziyang; Wang Zizhen | Shō Nei       | |
| 1633  | Ming Chongzhen    | Du Sance; Yang Lun      | Shō Hō        | Investiture du roi |
| 1683  | Kangxi            |                         | Shō Tei       | Investiture du roi. |
| 1719  | Kangxi            |                         | Shō Kei       | Le Kumi odori, nouvelle forme de danse-théâtre, créée par Tamagusuku Chōkun pour le divertissement des émissaires chinois, est représenté pour la première fois à l'attention des envoyés pour l'investiture du roi Shō Kei. |
| 1757  | Qianlong          | Quan Kui; Chou Huang    | Shō Boku      | Chou Huang compile le Ryūkyū-koku shiryaku ((zh)), un recueil sur l'histoire et les coutumes de Ryūkyū à partir des documents et des rapports des envoyés chinois précédents, de documents du royaume et des observations de Chou lui-même. |
| 1866  | Tongzhi           |                         | Shō Tai       | La dernière mission d'investiture confirme Shō Tai comme roi de Ryūkyū. |

À la fin du XIXe siècle, le système étatique sinocentrique est remplacé par le système Westphalien multi-États.

## Sources
- Goodrich, Luther Carrington and Zhaoying Fang. (1976). Dictionary of Ming biography, 1368-1644 (明代名人傳), Vol. I; Dictionary of Ming biography, 1368-1644 (明代名人傳), Vol. II. New York: Columbia University Press.  (ISBN 0231038011 et 9780231038010);  (ISBN 023103833X et 9780231038331); OCLC 1622199
- Kang, David C. (2010). East Asia Before the West: Five Centuries of Trade and Tribute. New York : Columbia University Press.  (ISBN 9780231153188 et 023115318X);  (ISBN 9780231526746 et 0231526741); OCLC 562768984
- George H. Kerr (1965). Okinawa, the History of an Island People. Rutland, Vermont: C.E. Tuttle Co. OCLC 39242121
- Nussbaum, Louis-Frédéric. (2002). Japan Encyclopedia. Cambridge: Harvard University Press.  (ISBN 0-674-01753-6 et 978-0-674-01753-5); OCLC 48943301
- Unryu Suganuma. (2000). Sovereign Rights and Territorial Space in Sino-Japanese Relations: Irredentism and the Diaoyu/Senkaku Islands. Honolulu: University of Hawaii Press.  (ISBN 0824821599 et 9780824821593);  (ISBN 0824824938 et 9780824824938); OCLC 170955369

## Source de la traduction
- (en) Cet article est partiellement ou en totalité issu de l’article de Wikipédia en anglais intitulé « Imperial Chinese missions to Ryukyu Kingdom » (voir la liste des auteurs).